# Locomotiva Siemens Vectron
La Siemens Vectron è una locomotiva basata su una piattaforma modulare che consente la produzione di versioni adatte a mercati e infrastrutture differenti, per far fronte alle esigenze di interoperabilità che caratterizzano il mercato ferroviario europeo.
Derivata da due diffusi modelli precedenti, la Vectron è stata acquistata in numerosi esemplari sia da imprese ferroviarie statali che da diversi operatori privati di minori dimensioni, oltre che da alcune Rolling Stock Company.

## Genesi del progetto

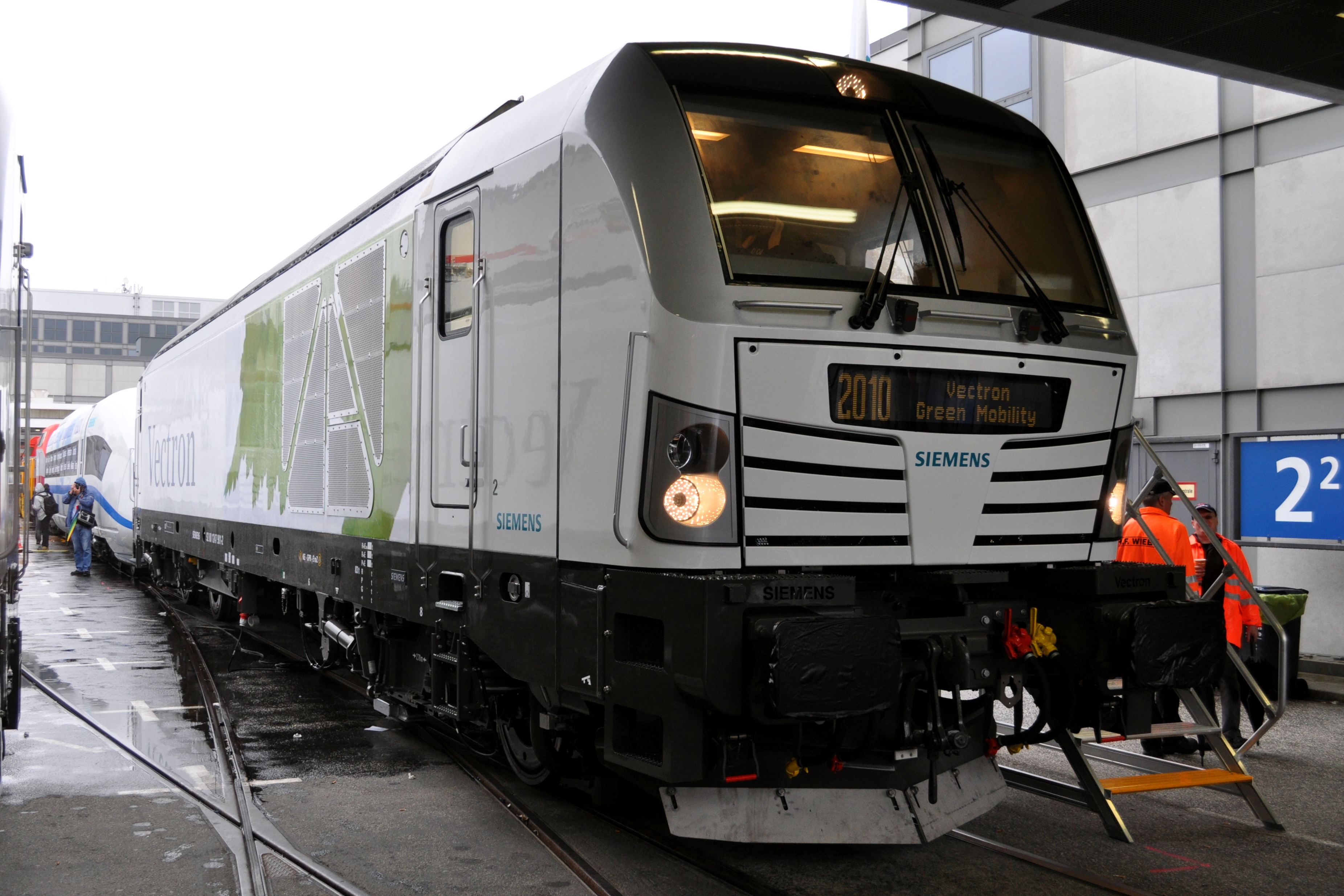
Vectron Diesel 247 901

Alla fine degli anni duemila, alla gamma di prodotti offerta da Siemens basata sui modelli ES 64 F4 Eurosprinter e ES 64 U4 Taurus, si contrapponevano da parte della concorrenza i modelli Alstom Prima II e soprattutto la Bombardier TRAXX, quest'ultima caratterizzata da una fortissima diffusione soprattutto in alcuni paesi europei, anche grazie ad un costo di acquisto relativamente contenuto.
Proprio per contrastare il successo della concorrente TRAXX, Siemens perfezionò dunque un prodotto caratterizzato dalla medesima filosofia modulare già anticipata sulle Eurosprinter ma già pensata per il mercato internazionale, così da risultare economicamente più sostenibile per i potenziali clienti. Si optò dunque per una riprogettazione delle due gamme di prodotto sulla base delle esperienze maturate dalle ultime forniture, che della Vectron richiamavano anche le linee stilistiche, ossia le 4700 dell'impresa statale portoghese Caminhos de Ferro Portugueses (CP) e le classe 18 e 19 della Société nationale des chemins de fer belges (SNCB), costruite rispettivamente in 25 e 120 esemplari.
La Vectron fu presentata dapprima nel giugno nel 2010 presso il centro prove di Wegberg-Wildenrath, e in seguito, nel settembre dello stesso anno, alla manifestazione internazionale Innotrans di Berlino.

## Forniture sul mercato europeo

### Locomotive in stock
Caratteristica della produzione ferroviaria Siemens dei primi anni duemila è che numerose locomotive sono prodotte direttamente a spese del costruttore, senza ordini da parte di un cliente. Alle locomotive prototipo, rese conformi nel tempo agli esemplari di serie, si aggiungono altri esemplari che sono entrati via a via a far parte di tale parco utilizzato come "stock" dal quale attingere nel caso di ordinazioni che richiedano tempi di consegna molto brevi, caso diffuso soprattutto nel mercato del trasporto merci.
Nel corso degli anni sono dunque entrate a far parte del parco Siemens alcune macchine immatricolate nei seguenti gruppi:
- locomotive elettriche versione DC (corrente continua) serie 191 e 170 - Alcune unità in seguito vendute, più il prototipo 191 001, utilizzato per prove di omologazione in diversi Paesi fra cui l'Italia[5]
- locomotive elettriche versioni AC e MS serie 192 e 193 - Alcune unità in seguito vendute
- locomotiva Diesel 247 901 (prototipo)

### RosCo

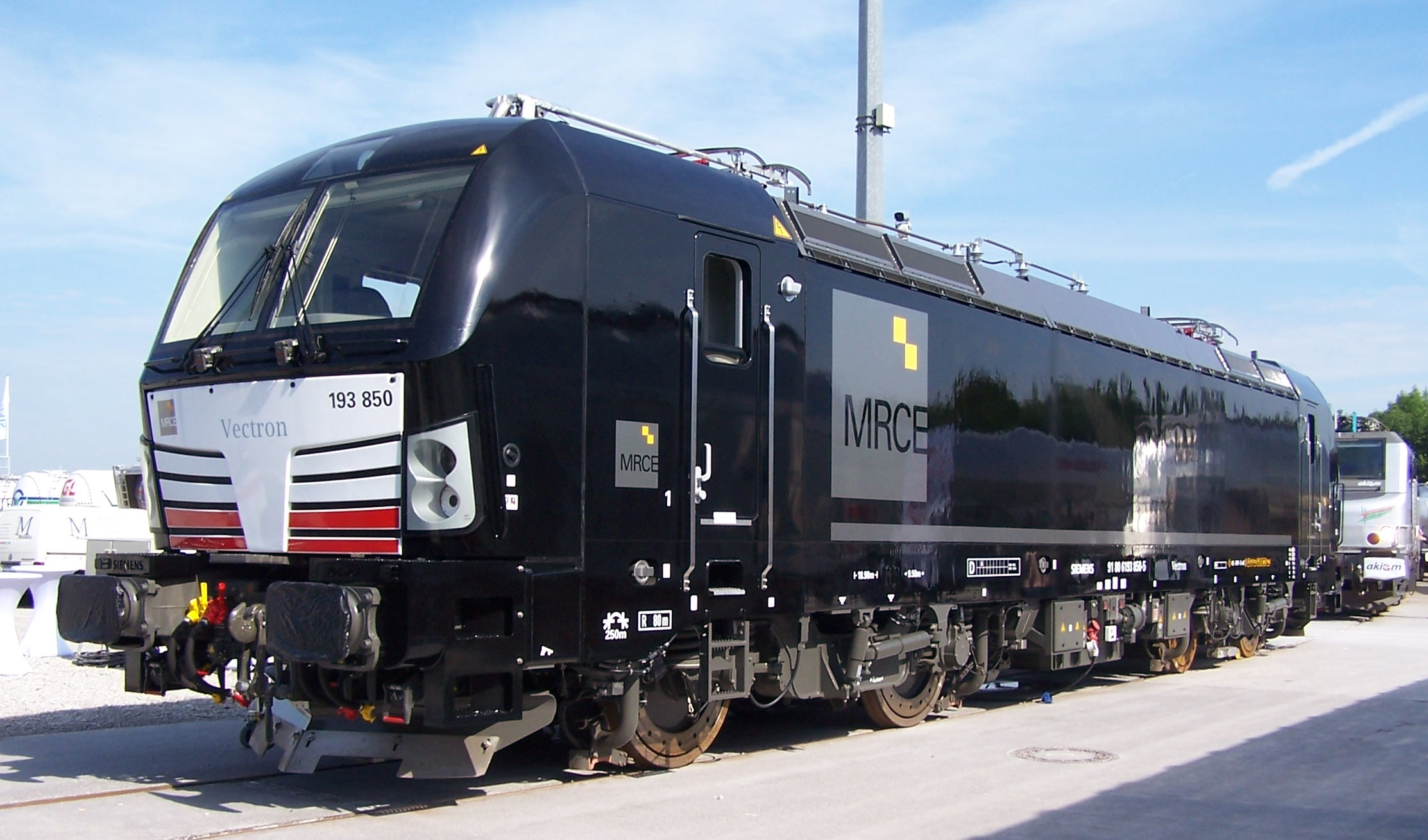
193 850 MRCE

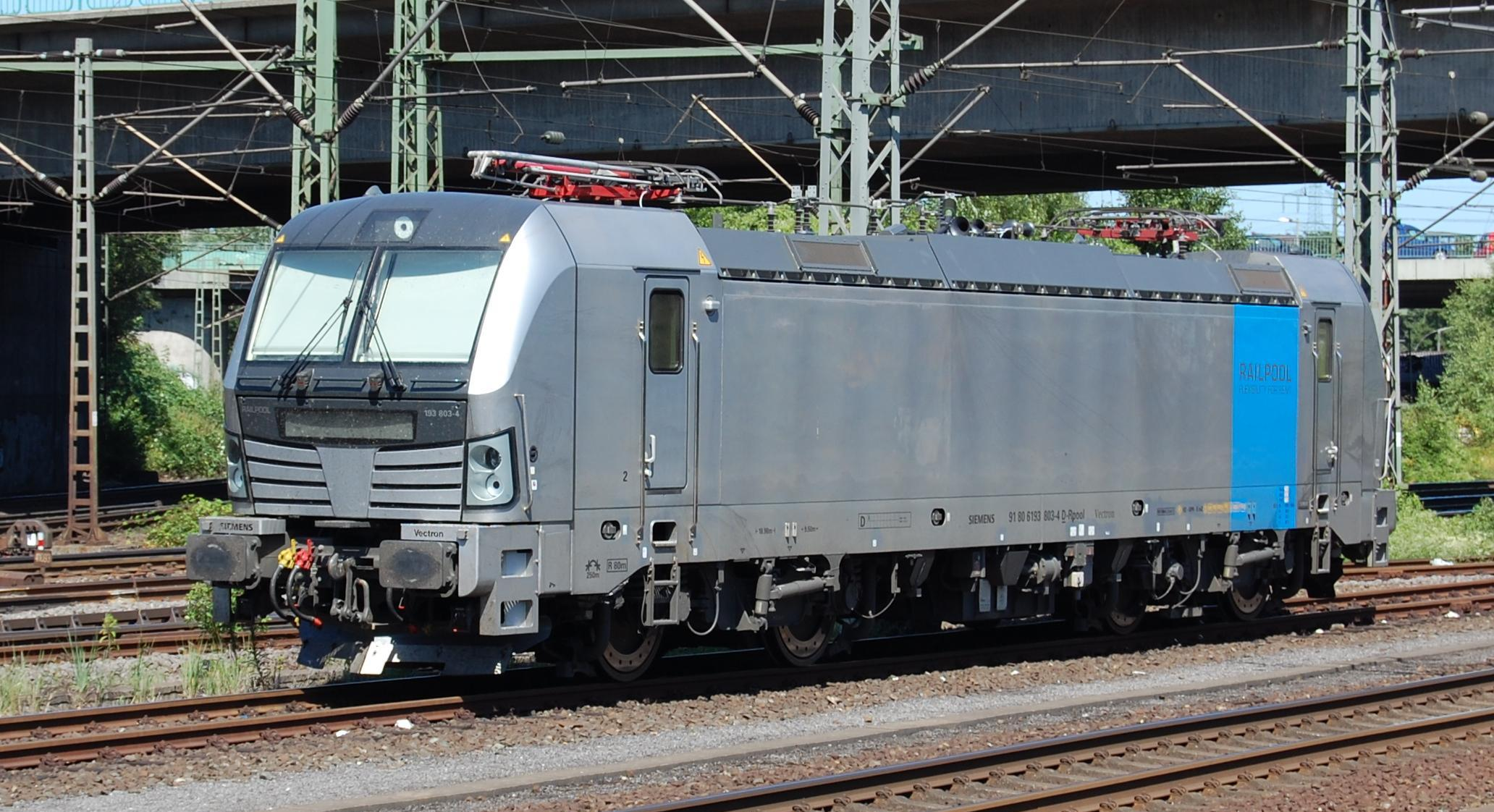
193 803 Railpool

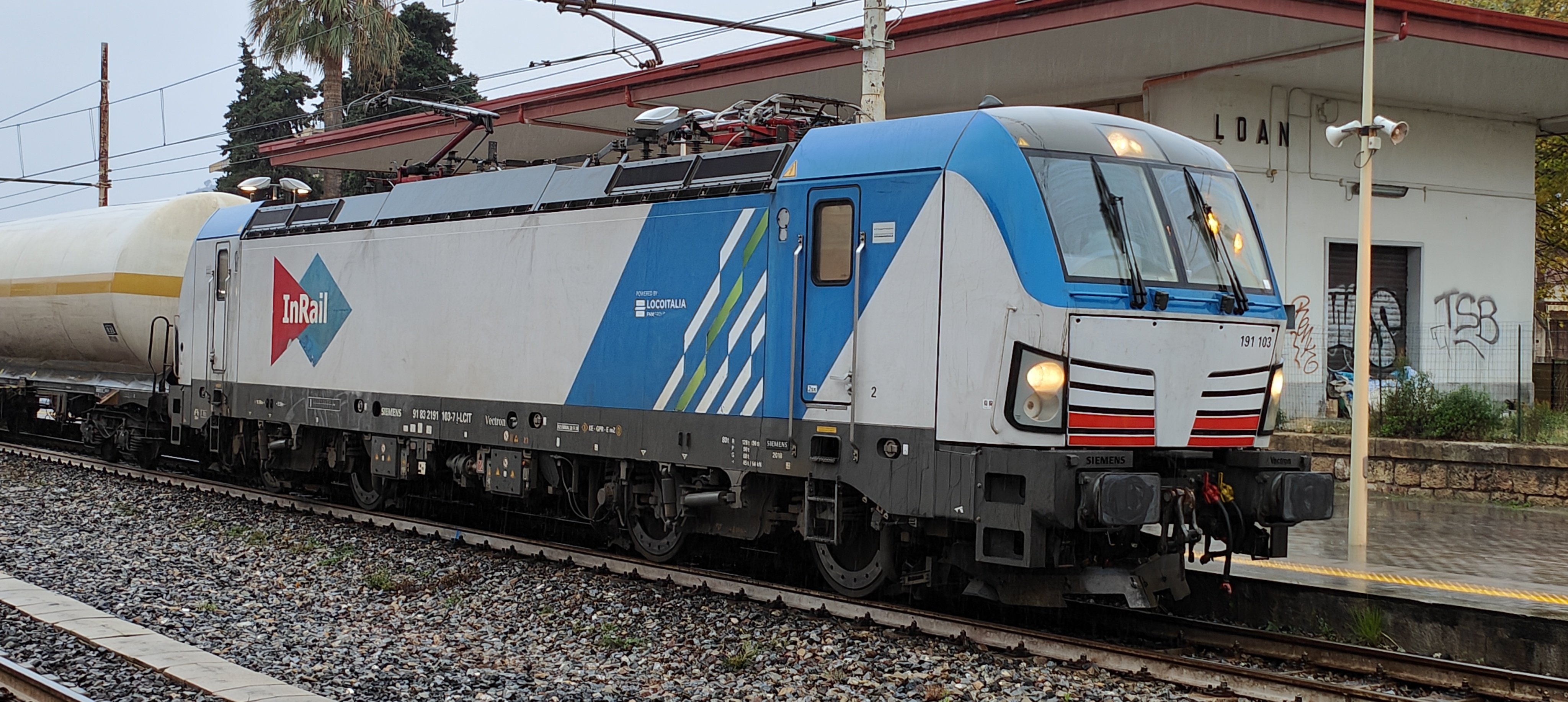
Una delle Vectron ordinate alla Siemens, l'unità 191.103, consegnata alla ditta RoSCO (Rolling Stock Company) LocoItalia nel marzo 2019 con la livrea "InRail" qui a Loano. La società, unica in Italia ad affittare locomotive, possiede anche delle E494.DC 3

- Nel 2010 Siemens comunicò il nome del primo cliente per l'allora nuova piattaforma: si trattava della compagnia di leasing ("Rolling Stock Company") Railpool. A seguito dell'ordine emesso nel 2012 furono consegnate a tale società 6 locomotive numerate 193 801-806. La versione per Railpool è configurata per l'esercizio sia passeggeri sia merci; la velocità massima per tali unità bitensione (15kV e 25kV ac) è pari a 200 km/h e la potenza di 6400 kW. Le unità vennero omologate per la circolazione in Austria e Germania e assemblate nello stabilimento Siemens di Monaco-Allach[4].
- Nell'ottobre 2013 Siemens consegnò ulteriori 2 unità alla società Paribus Rail Portfolio III GmbH & Co. KG. di Amburgo, controllata della stessa Railpool. A tale scopo vennero utilizzate le precedenti unità di test 193 921-922, ridipinte in color argento utilizzato da Railpool ma con la fascia verticale arancione anziché azzurra come le altre unità della compagnia. Il primo servizio affidato a tale locomotive fu presso un operatore passeggeri svedese[4].
- L'analoga compagnia Mitsui Rail Capital Europe (MRCE) ordinò nel giugno 2013 quindici unità del tipo AC, omologate anch'esse per Germania e Austria, nella versione con velocità massima 160 km/h e 6.400 kW di potenza. Le prime tre unità di tale tipo, costruite anch'esse a Monaco, furono consegnate alla fine del medesimo anno. La classificazione assegnata a tale gruppo è X4E 850-860 e 870-873[4].

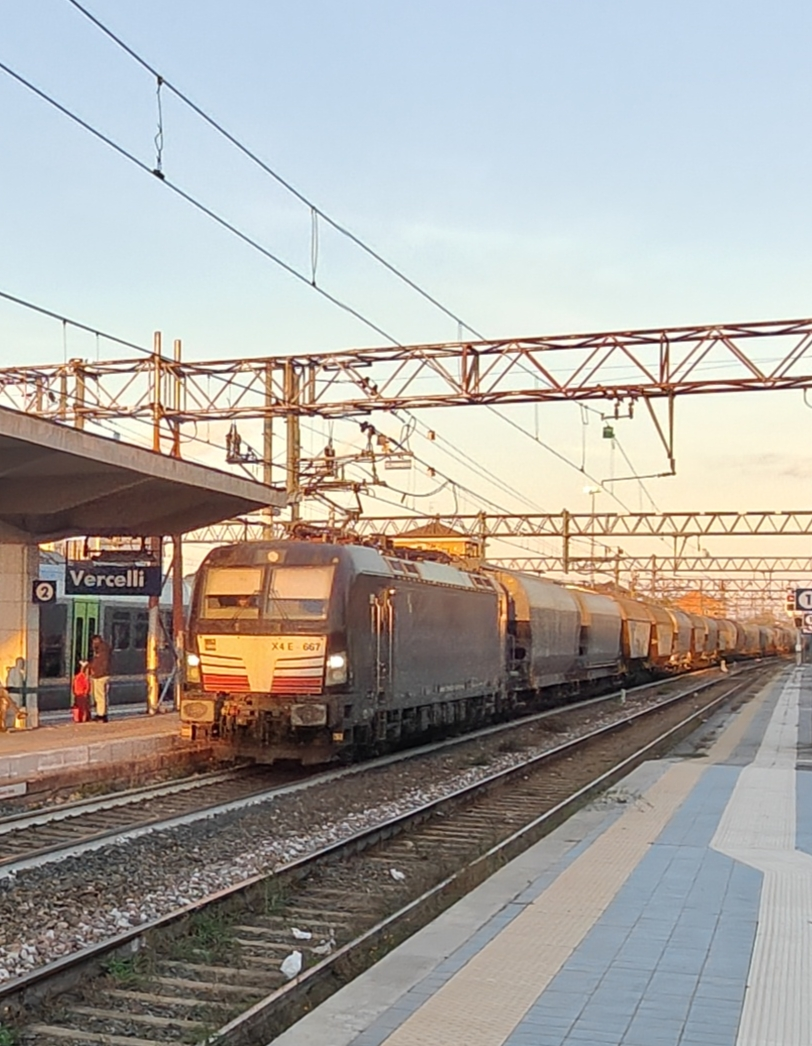
L'unità MRCE 667 X4E Siemens Vectron (in servizio dal 31 Luglio 2017) al traino di un convoglio merci a Vercelli

- Nel marzo 2014 la nuova società European Locomotive Leasing (ELL) firmò con Siemens un contratto quadro per la fornitura di almeno 50 Vectron, del tipo sia AC sia MS, da destinarsi al traffico internazionale sulle reti di Austria, Germania e Ungheria le prime e anche in Polonia, Repubblica Ceca e Slovacchia le seconde. Anche in questo caso le caratteristiche tecniche prevedono velocità massima di 160 km/h e potenza di 6.400 kW[4].

### DB Schenker Rail
- Nel 2012 fu la volta di DB Schenker Rail che ordinò 23 unità da destinare ai servizi sulla rete polacca, con un'opzione per ulteriori 13 unità. La consegna di tali locomotive fu collocata negli anni 2013-2015 e, per consentire una maggiore celerità vista la necessità di provvedere alle omologazioni del caso, nel lotto furono inserite le locomotive 191 951-952 già parte dello stock Siemens. Le unità, del tipo DC (a corrente continua) e caratterizzate dalla livrea rossa DB, sono immatricolate come 170 020-021 e 035-046 dalla controllata DB Schenker Rail Polska[4].

- Nel novembre del 2015 la DB Cargo Italia ordinò a Siemens 8 unità DC tramite Unicredit Leasing GmbH.  Nel settembre 2016 vengono consegnate le prime due unità la 013 e 014  caratterizzate dalla livrea rossa DB, sono immatricolate come E191 numerazione 013 014 015 016 017 018 019 020.

### Ferrovie finlandesi
- Le ferrovie dello stato finlandesi siglarono nel 2013 un contratto per 80 nuove locomotive, con un'opzione per ulteriori 97 unità. La potenza prevista è di 6.400 kW nella versione da 200 km/h; per tali locomotive è prevista l'adozione di due motori Diesel ausiliari per l'esecuzione di manovre e servizi lungo tratte non elettrificare. Le unità sono in prospettiva destinate a rimpiazzare le preesistenti classe Sr1[6].

### BLS Cargo
Nel marzo 2015 BLS Cargo ha annunciato l'ordine di 15 locomotive Siemens Vectron, modello che dopo le sperimentazioni effettuate con diversi rotabili a noleggio è risultato il più idoneo a sostituire le unità del parco più vetuste e a potenziare lo stesso in vista dell'aumento dei traffici sulla direttrice di riferimento.

### Mercitalia Rail
Mercitalia Rail, azienda del gruppo Ferrovie dello Stato, ha noleggiato in leasing nel 2017 da MCRE cinque locomotive Vectron denominate E.193 641-645.

### Operatori minori
- Allo scopo di consentire la conduzione del lungo ciclo di prove di omologazione in Italia delle Vectron, l'esemplare E 191 001 di proprietà della stessa Siemens venne immatricolata in Italia nel parco InRail.
- L'impresa ferroviaria italiana Fuori Muro ordinò 2 locomotive in versione DC nel marzo 2012, prime unità di questo tipo destinate al mercato italiano. Le locomotive, classificate 191 002-003, vennero costruite nell'impianto di Monaco-Allach e completate nel 2013, per essere consegnate l'anno successivo.[8].
- L'impresa austriaca CargoServ ordinò nell'agosto 2013 un'unità del tipo AC omologata per le reti austriaca e tedesca e dotata di sistema ETCS. Alla sua consegna la stessa venne immatricolata 1193 890[4].
- BoxXpress (azienda tedesca di proprietà di ERS Railways, Eurogate Intermodal e TX Logistik) nel 2013 ordinò 4 Vectron, anch'esse omologate per le reti tedesca e austriaca e dotate di ETCS. La prima unità venne consegnata nel dicembre del medesimo anno. La numerazione assegnata a tali unità è 193 840-841, 880-881[4].
- Un'altra società italiana, Compagnia Ferroviaria Italiana (CFI) ordinò nel 2014 due unità del tipo DC dotate, prima applicazione di tale tipo, del modulo Diesel supplementare per le manovre su tratte prive di alimentazione elettrica. Tali unità, in prima fase prive di tale modulo, vennero realizzate dallo stabilimento di Monaco-Allach e consegnate nella seconda metà del medesimo anno con la numerazione 191 011-012[4]. Nel settembre del 2016 CFI aveva ordinato a Siemens altre due E191 (numerazione 009 010) con predisposizione del modulo Diesel;  consegna prevista gennaio 2017.
- Nel medesimo anno la società MGW Service, specializzata nella manutenzione di locomotive elettriche, ordinò l'unità 193 842, con consegna prevista nell'estate stessa[4].

### Prospetto riassuntivo
| Anno | Quantità    | Classificazione                                      | Cliente         | Tipo           | Note                                                                  |
| ---- | ----------- | ---------------------------------------------------- | --------------- | -------------- | --------------------------------------------------------------------- |
| 2010 | (Variabile) | Numerazioni varie dei gruppi 170, 191, 192, 193, 247 | Siemens (stock) | AC, MS, DC, DE | La consistenza del parco varia in funzione delle esigenze del mercato |
| 2010 | 6           | 193 801-806                                          | Railpool        | AC             | Da 200 km/h                                                           |
| 2013 | 2           | 193 921-922                                          | Paribus         | AC             |                                                                       |
| 2013 | 34          | X4E 850-860 e 870-873 191 022-041                    | MRCE            | AC, DC         |                                                                       |
| 2014 | 50          | Da definire                                          | ELL             | AC, MS         |                                                                       |
| 2016 | 8           | 191 013-020                                          | DB Cargo Italia | DC             | Unicredit Leasing GmbH                                                |
| 2013 | 23          | 170 020-021 e 035-046                                | DB SR Polska    | DC             |                                                                       |
| 2013 | 80 (+ 97)   | Da definire                                          | VR              | AC             | Da 200 km/h, con modulo per propulsione Diesel                        |
| 2012 | 2           | 191 002-003                                          | Fuori Muro      | DC             |                                                                       |
| 2013 | 1           | 1193 890                                             | CargoSev        | AC             |                                                                       |
| 2013 | 4           | 193 840-841, 880-881.                                | BoxXpress       | AC             |                                                                       |
| 2014 | 4           | 191 009-012                                          | CFI             | DC             |                                                                       |
| 2014 | 1           | 193 842                                              | MGW Service     | AC             |                                                                       |
| 2017 | 5           | 193.641-645 (da MRCE)                                | Mercitalia Rail | DC, AC         |                                                                       |

## Modello USA
A differenza di altre locomotive prodotte nel medesimo periodo per i mercati asiatico e africano e basate su diversi modelli preesistenti, le Cities Sprinter ordinate dall'Amtrak sono derivate dalle piattaforme Eurosprinter e Vectron con uno specifico adattamento al mercato nordamericano e alle necessità del cliente.
Le stesse sono equipaggiate per operare con tre diversi sistemi di alimentazione (25 kV, 12,5 kV e 12 kV), sviluppando anch'esse una potenza di 6.400 kW e potendo raggiungere i 200 km/h.

## Caratteristiche tecniche

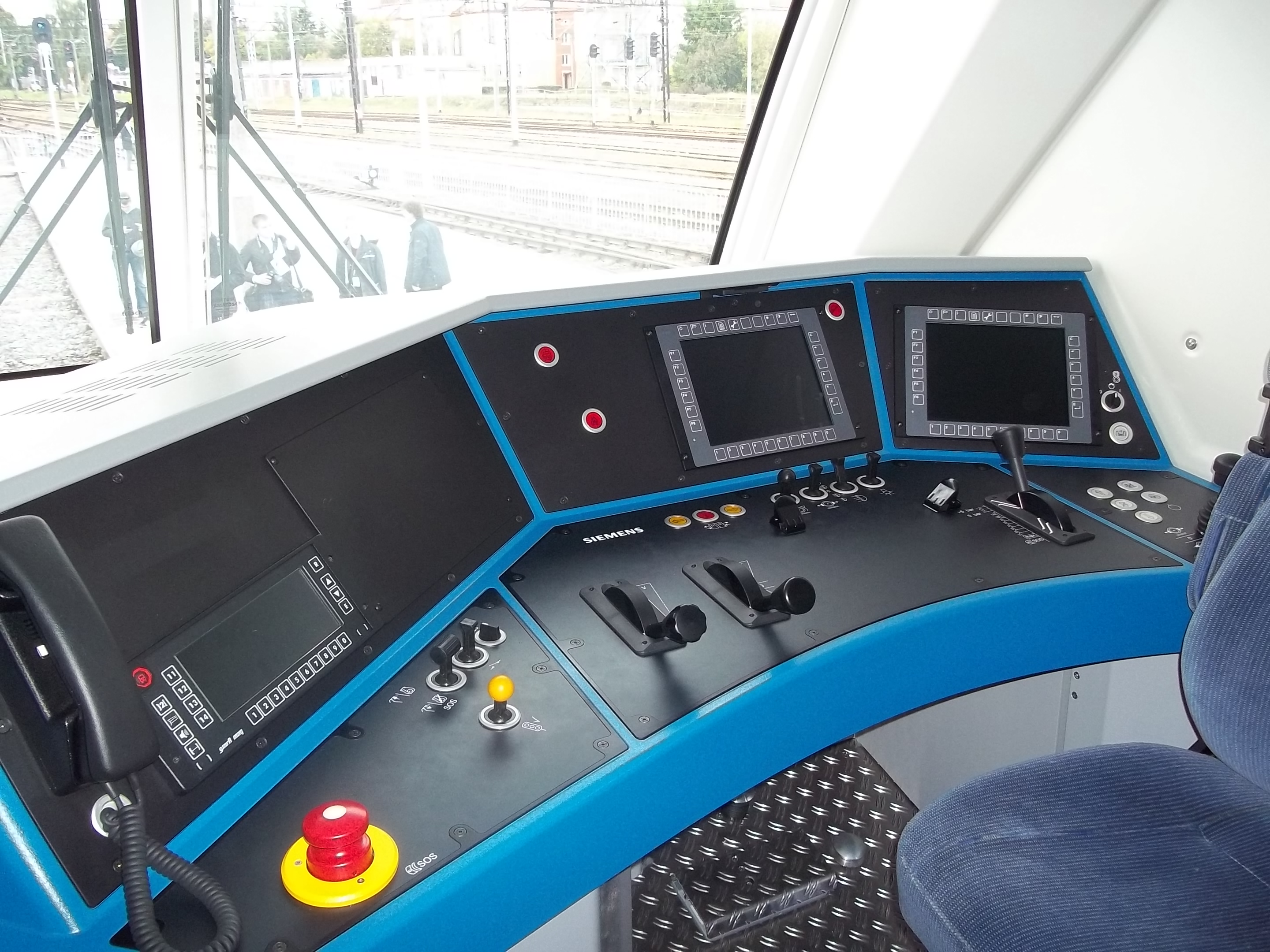
Banco di manovra di una Vectron DC

Rispetto alle precedenti Eurosprinter e Taurus, concepite per i mercati tedesco e austriaco, la Vectron venne concepita fin dall'inizio come una locomotiva dedicata al mercato internazionale, con una più semplice configurazione che consente un'adattabilità nel tempo rispetto all'uso su reti differenti in luogo della presenza di apparecchiature complete, destinate a un sottoutilizzo.

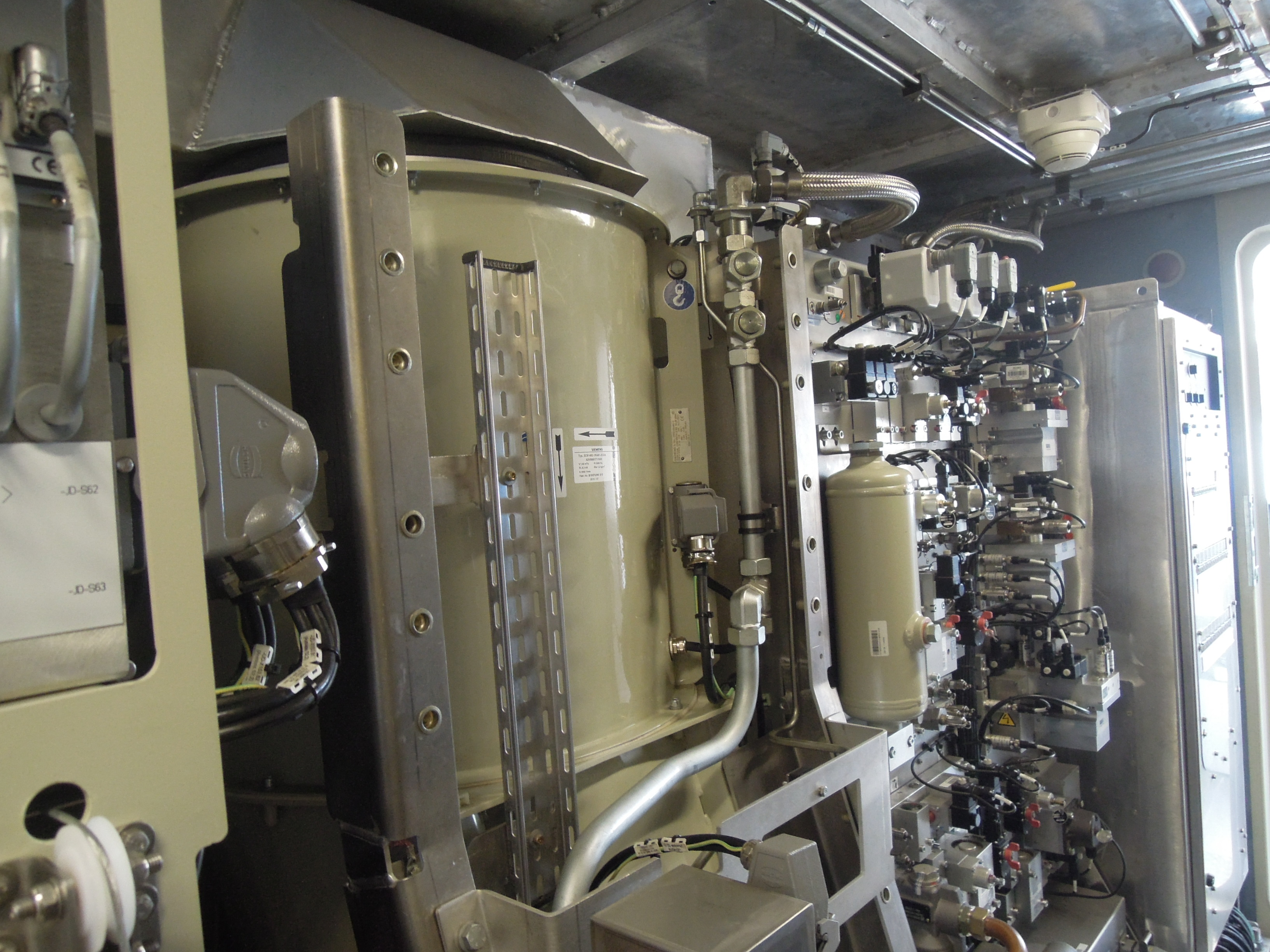
Interno della 193 992 a Czech Raildays 2013

In accordo con tale filosofia il banco di manovra è disponibile in due versioni, corrispondenti a quanto a suo tempo adottato sui prototipo AC (versione a corrente alternata) e MS (versione multisistema): alla versione base ("bassa") può essere sostituita l'altra ("alta") nel caso di un aumento dei dispositivi da adottare per impegnare un maggior numero di tratte ferroviarie differenti, in Europa ancora contraddistinte da un'eterogeneità nei sistemi di sicurezza.
La cabina, strettamente derivata da quella delle LE4700 delle CP del 1996, è costituita da un modulo intercambiabile che rispetta le normative di crash stabilite dalle specifiche tecniche di interoperabilità (STI). Le stesse risultano prive di finestrini laterali, resi superflui dalla presenza di telecamere in luogo degli specchi retrovisori.
I carrelli con trasmissione "Ritzelhohlwelle" e già adottati da numerose Eurorunner, risultano analoghi per tutte le versioni, ma possono essere configurati per velocità massime di 160 o 200 km/h. A scelta si può optare anche per una trasmissione ad albero cavo con masse interamente sospese adatta a velocità fino a 230 km/h.